# Босин
Боси́н (кит. упр. 博兴, пиньинь Bóxīng) — уезд городского округа Биньчжоу провинции Шаньдун (КНР).

## История
При империи Западная Хань эти земли были разделены между 1 уделом и 6 уездами. К концу династии Восточная Хань осталось пять уездов: Бочан (博昌县), Аньлэ (乐安县), Цяньчэн (千乘县), Лисянь (利县) и Шиво (湿沃县). При империи Цзинь уезд Цяньчэн был присоединён к уезду Шиво. В последующие годы раздробленности страны границы уездов постоянно менялись, уезды расформировывались и создавались вновь.
При империи Суй в 596 году на карте вновь появился уезд Бочан; впоследствии уезд Шиво был переименован в Путай (蒲台县). При империи Тан в 625 году к нему были присоединены уезды Синьхэ (新河县) и Аньлэ.
При империи Поздняя Тан из-за практики табу на имена чтобы избежать использования иероглифа «чан», входящего в имя Ли Гочана, уезд Бочан был переименован в Босин.
При империи Тан уезд Босин был поднят в статусе до области Босин (博兴州). При империи Мин в 1369 году область была вновь понижена в статусе до уезда.
В 1950 году был образован Специальный район Хуэйминь (惠民专区), и уезд вошёл в его состав. В 1956 году уезд Путай был присоединён к уезду Босин. В 1958 году Специальный район Хуэйминь был объединён с городом Цзыбо в Специальный район Цзыбо (淄博专区), при этом были расформированы уезды Хуантай (桓台县) и Цидун (齐东县), и значительные их части также были присоединены к уезду Босин. В 1961 году Специальный район Хуэйминь был восстановлен. В 1967 году Специальный район Хуэйминь был переименован в Округ Хуэйминь (惠民地区). В 1992 году округ Хуэйминь был переименован в округ Биньчжоу (滨州地区).
В 2000 году постановлением Госсовета КНР округ Биньчжоу был расформирован, а вместо него был образован городской округ Биньчжоу.

## Административное деление
Уезд делится на 3 уличных комитета и 9 посёлков.

## Экономика
Посёлок Синфу является крупнейшим центром по производству кухонной утвари (на него приходится более 40 % китайского рынка). По состоянию на 2023 год в посёлке Синфу было сосредоточено более 2800 предприятий по производству кухонной утвари, в том числе посуды, инвентаря, плит, моек и разделочных столов для организаций общественного питания. Стоимость произведенной за год продукции превысила 30 млрд юаней, а годовой объем производства достиг 20 млн комплектов.

## Транспорт
Через Босин проходит железная дорога Цзыбо — Дунъин.